# HAT-P-26 b
HAT-P-26 b est une exoplanète découverte en 2010 par transit primaire de masse similaire à celle de Neptune avec un rayon environ 65 % supérieur à cette dernière. Sa métallicité est de l'ordre de 4,8+21,5
−4,0[Quoi ?] celle du Soleil.